# صيدلة سيبرانية
الصيدلة السيبرانية (Pharmacocybernetics أو pharma-cybernetics أو cybernetic pharmacy أو cyberpharmacy ) هي مجال قادم متعدد التخصصات يصف علم دعم الأدوية أو استخدام الأدوية من خلال التطبيقات المعلوماتية وتقنيات الإنترنت، وذلك لتحسين الرعاية الصيدلانية للمرضى. يدمج مجالات الطب والصيدلة وعلوم الكمبيوتر (المعلوماتية وعلم التحكم الآلي والوسائط الرقمية التفاعلية والتفاعلات بين الإنسان والحاسوب والبيئة) والعلوم النفسية لتصميم وتطوير وتطبيق وتقييم الابتكارات التكنولوجية التي تعمل على تحسين الأدوية والإدارة، وكذلك منع أو حل المشاكل المتعلقة بالعقاقير.